# Keulung

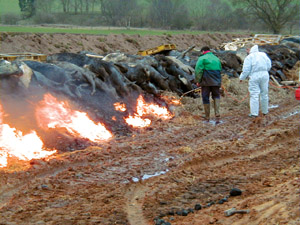
Verbrennung der Kadaver von Tieren, die wegen Maul- und Klauenseuche gekeult wurden

Keulung heißt in der Veterinärmedizin das systematische Töten von Tieren, um die Ausbreitung von Tierseuchen zu bekämpfen. Hierbei werden bei erhöhter Infektionsgefahr Nutztiere und Wildtiere bestimmter Populationen gekeult, um die Häufigkeit der Übertragung des Krankheitserregers zu verringern.

## Etymologie
Das Wort Keulung ist eine Substantivierung zum Verb keulen mit der Bedeutung „mit der Keule niederschlagen“. Als Wort in der Tiermedizin tritt keulen erst später mit besonderer Begriffsbildung im Sinne von „töten zwecks Eindämmung einer Seuche“ auf. Dagegen wird die Herkunft des entsprechenden englischen Begriffs to cull auf das lateinische Verb colligere ‚aufsammeln‘ zurückgeführt.

## Vorgehen
Bei einer Keulung wird der komplette Tierbestand entweder einer festgelegten Zone resp. eines bestimmten Hofes (Bestandskeulung) oder eines gewissen Bestandteils eines Hofes (Kohortenkeulung) getötet. Keulungen können nach dem Tiergesundheitsgesetz angeordnet werden. Nach einer Keulung findet eine Tierkörperbeseitigung statt, zum Beispiel durch Verbrennung.
Massenhaftes Keulen von Nutztieren im Zusammenhang mit hochansteckenden Tierseuchen wie BSE, Maul- und Klauenseuche, Schweinepest und Vogelgrippe H5N1 ist das gängige wie effektivste Verfahren, um Tierseuchen einzudämmen. Parallel begleitet wird eine Keulung immer durch Festlegung eines Sperrbezirkes und weitere seuchenprophylaktische Maßnahmen.

## Nennenswerte Operationen
2006 wurden auf Rügen Nutzgeflügelbestände gekeult, nachdem das H5N1-Virus bei einigen verendeten Wildvögeln nachgewiesen worden war. In England sorgte 2001/2002 die Tötung von mehr als 6,5 Millionen Nutztieren im Zusammenhang mit der Maul- und Klauenseuche für Aufsehen.
Im September 2007, nach Ausbruch der Vogelgrippe H5N1, erfolgte auf zwei Entenmasthöfen eines Unternehmens in der Oberpfalz mit der Tötung von 205.000 Enten die bisher größte Keulung in Deutschland.
2009 überrannten 6000 Dromedare mehrfach das Dorf Kaltukatjara (englisch Docker River) im Südwesten des australischen Bundesstaats Northern Territory auf der Suche nach Wasser (siehe auch Kamele in Australien). Es wurde eine Notkeulung von 3604 Tieren angeordnet.
2018 sorgte die Afrikanische Schweinepest für Keulungen von China bis Rumänien.
Im November 2020 beschloss die dänische Regierung die schnellstmögliche Keulung aller 17 Millionen Nerze in Dänemark, da etwa 50 % aller humanen COVID-19-Fälle im nördlichen Dänemark mit Nerzfarmen in Verbindung standen und die Nerze infiziert sein konnten. Unter den infizierten Nerzen waren bereits Mutationen des SARS-CoV-2 festgestellt worden.
In den Niederlanden erfolgte eine entsprechende landesweite Keulung von Nerzen drei Monate früher.
2021 mussten in Nordrhein-Westfalen wegen der Vogelgrippe H5N8 fast 200.000 Vögel gekeult werden (Stand: 29. März 2021).

## Kritik
Die Keulung von Wildtieren führt nicht immer zu einer Verringerung des Krankheitsrisikos einer Art, sondern kann auch nachteilige Effekte mit sich bringen. So kann die Ausbreitung einer Krankheit durch Keulungen sogar verschlimmert werden. Die negativen Auswirkungen lassen sich aufgrund der komplexen Beziehungen zwischen der Populationsdichte der Krankheitswirte und der Inzidenz nur schwer vorhersagen. Darüber hinaus sind Wildtierpopulationen oft schwer zugänglich, was die genaue epidemiologische Untersuchung der Populationen erschwert.
Tierschutzorganisationen wie Pro Wildlife kritisieren Keulung, da die Methode nur eine kurzfristige Lösung für tiefergreifende Probleme sei. Die Keulungen würden nur Symptome behandeln, nicht aber die Ursache beheben. Häufig werden einheimische Wildtiere zur Keulung freigegeben, da ihr Lebensraum durch den Ausbau von Infrastruktur verkleinert wird und die Tiere dann als „überzählig“ deklariert werden. Auch verursache der Mensch selbst durch Massentierhaltung, die Einführung invasiver Arten und Ausrottung von Raubtieren Probleme, die dann zur Keulung von Tieren führe.